# Колібрі цяткований
Колі́брі цяткований (Taphrospilus hypostictus) — вид серпокрильцеподібних птахів родини колібрієвих (Trochilidae). Мешкає в Андах. Це єдиний представник монотипового роду Цяткований колібрі (Taphrospilus).

## Опис

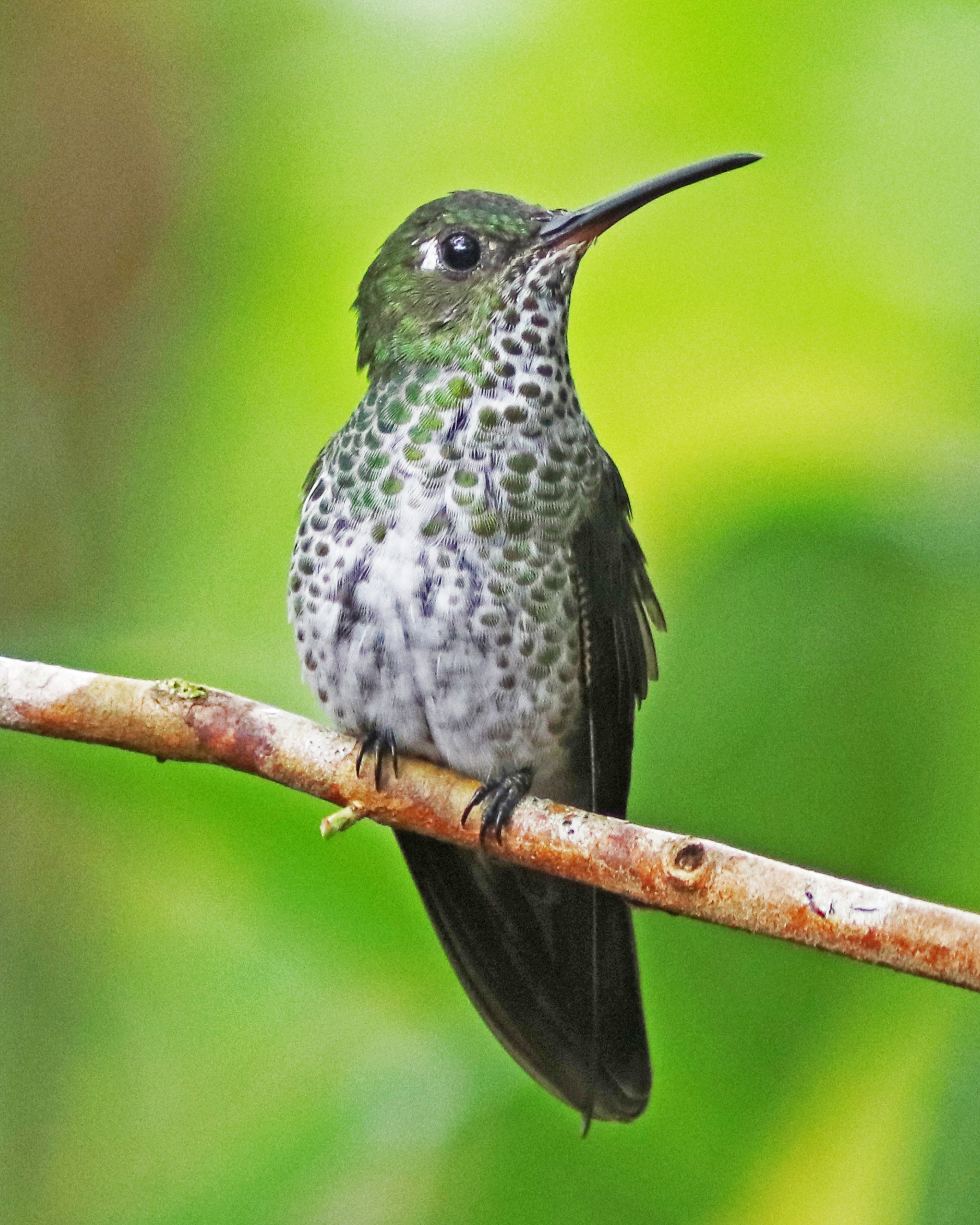
Цяткований колібрі

Довжина птаха становить 10,5-11,9 см, вага 6,7-9 г. Довжина крила становить 7 см, довжина хвоста 4 см, довжина дзьоба 2,3 см. Верхня частина тіла, покривні пера крил, боки і хвіст зелені, блискучі, нижня частина тіла біла, поцяткована зеленими плямами. Нижні покривні пера хвоста чорнуваті з білими краями. За очима невеликі білі плями. Крила чорнувато-фіолетові. Дзьоб чорний, знизу біля основи тілесного кольору, лапи коричневі. Виду не притаманний статевий диморфізм, хоча самиці мають дещо блідіше забарвлення.

## Поширення і екологія
Цятковані колібрі мешкають на півдні Колумбії (південно-західна Какета), на східних схилах Анд в Еквадорі, північному і південному Перу та Болівії.  Вони живуть у вологих гірських і рівнинних тропічних лісах, на висоті від 400 до 1350 м над рівнем моря. Живляться нектаром квітів, зокрема квітучих дерев з роду Inga.